# 麥凱角 (葛拉漢地)

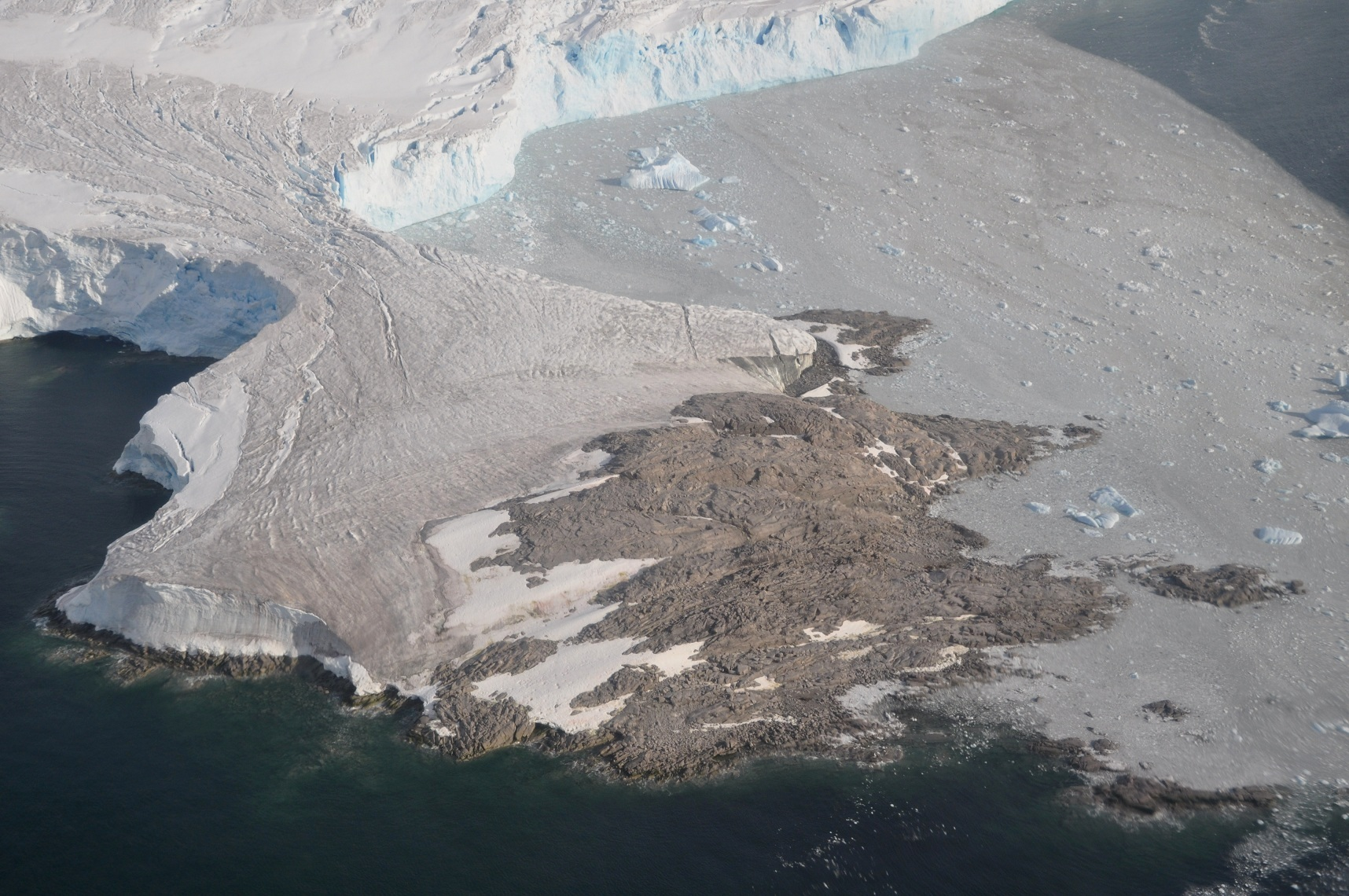

67°32′S 68°5′W / 67.533°S 68.083°W
麥凱角（英語：Mackay Point），是南極洲的海岬，位於葛拉漢地的阿德萊德島東南岸，處於羅瑟拉角東北面4公里，由英國研究隊測量，現時由南極條約體系管理。